# آسمان شهر: راه جنگ
آسمان شهر: مسیر جنگی (انگلیسی: Skyline: Warpath) یک فیلم اکشن علمی تخیلی آمریکایی آماده اکران به نویسندگی و کارگردانی لیام اودانل است. ایکو اویس، اسکات ادکینز، لوئیس ماندیلور، رندال بیکن و یایان روهیان در این فیلم ایفای نقش می‌کنند. این چهارمین قسمت از مجموعه فیلم‌های آسمان شهر است که هم به‌عنوان دنباله مستقیم برای پشت آسمان شهر (۲۰۱۷) و هم به عنوان پیش درآمد برای آسمان‌های شهر (۲۰۲۰) عمل می‌کند.
داستان پنج سال پس از وقایع فیلم پشت آسمان شهر است که Radial Gauntlet قدرتمند است، و باید با اریک فاسد و ارتش مهاجمان بیگانه مقابله کرد.

## تولید
در ژانویه ۲۰۲۴، اعلام شد که این فیلم که اکنون دوباره عنوان راه جنگ را دارد، فیلمبرداری اصلی را در اندونزی به پایان رسیده است.

## انتشار
در حال حاضر این فیلم قرار است در سال ۲۰۲۵ در ایالات متحده منتشر شود.